# Aeroportul Municipal Baker City
Aeroportul Municipal Baker City (IATA: BKE, ICAO: KBKE, FAA LID: BKE) este un aeroport din Oregon, Statele Unite ale Americii ce deservește zona Baker City. A fost numit după zona deservită.
Situat la o altitudine de 1.028 m, aeroportul dispune de 3 piste.

## Infrastructură

### Piste
Aeroportul dispune de 3 piste: 
- pista 08/26 din asfalt, cu dimensiunile 3.670 picioare × 140 picioare
- pista 13/31 din asfalt, cu dimensiunile 5.085 picioare × 100 picioare
- pista 17/35 din asfalt, cu dimensiunile 4.359 picioare × 75 picioare